# Municipio de Roselle
El municipio de Roselle (en inglés: Roselle Township) es un municipio ubicado en el condado de Carroll en el estado estadounidense de Iowa. En el año 2010 tenía una población de 651 habitantes y una densidad poblacional de 7,13 personas por km².

## Geografía
El municipio de Roselle se encuentra ubicado en las coordenadas 41°59′34″N 94°55′5″O / 41.99278, -94.91806. Según la Oficina del Censo de los Estados Unidos, el municipio tiene una superficie total de 91.28 km², de la cual 91,28 km² corresponden a tierra firme y (0 %) 0 km² es agua.

## Demografía
Según el censo de 2010, había 651 personas residiendo en el municipio de Roselle. La densidad de población era de 7,13 hab./km². De los 651 habitantes, el municipio de Roselle estaba compuesto por el 98,16 % blancos, el 0,46 % eran afroamericanos, el 0,31 % eran asiáticos, el 0,46 % eran de otras razas y el 0,61 % eran de una mezcla de razas. Del total de la población el 0,92 % eran hispanos o latinos de cualquier raza.